# Call centru bazat pe protocoale IP

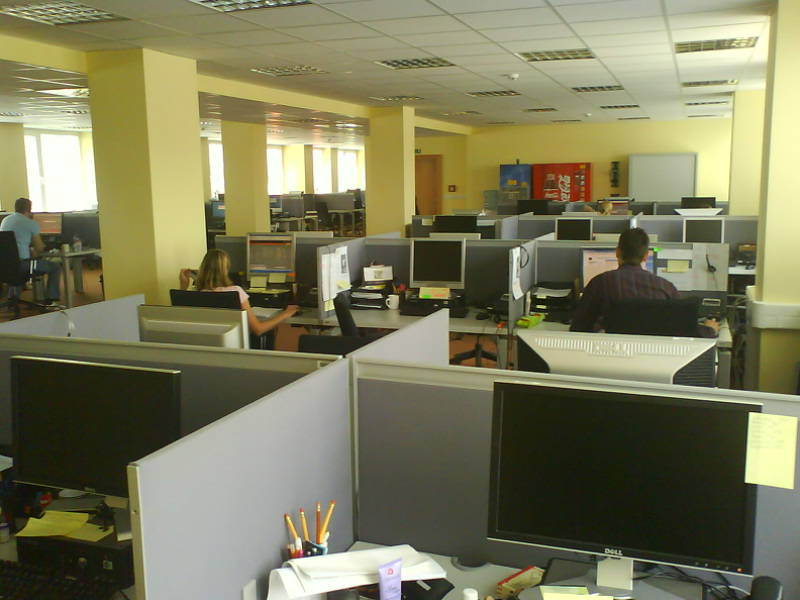
Call centru

Call centru (von en: call centre (BE), call center (AE)) sau Customer-Care-Center reprezintă un birou centralizat, creat ca destinație pentru recepționarea și efectuarea a unui volum mare de cereri prin telefon. Call centru este gestionat de catre companie pentru a oferi asistență și informatii referitor la produsele și serviciile sale la solicitarea clienților.
Un call center își ia activitatea prin intermediul unui spațiu de lucru deschis extins pentru agenții call center, cu stații de lucru care să includă un calculator pentru fiecare agent, un set de telefon,  setul cu cască conectat la un comutator de telecomunicații, și una sau mai multe stații de supraveghere. Acesta poate fi operat independent sau în rețea cu centrele suplimentare, de multe ori legat la un computer din rețeaua corporativă, inclusiv mainframe-uri, microcalculatoare si rețeaua locală. Din ce în ce, caile de voce și de date în centru sunt legate printr-un set de noi tehnologii care integreaza telefonia si calculatoarele.

## Componentele unui call centru

Statistica IVR

Indiferent dacă apelați la o companie IT pentru suport, o societate de asigurare pentru a face o cerere, sau o companie aeriană pentru a verifica starea unui zbor, veți interacționa cu un call centru într-o anumită modalitate.  Scopul unui call centru este rutarea eficientă a apelului la persoana potrivită sau serviciu.
- Computer Telephony Integration (CTI): este o tehnică prin care Callcenter-PBX oferă funcționalitate tradițională de gestionare a apelurilor.
- Interactive Voice Response (IVR):cunoscută sub numele de "Silicon Sally," IVR este un software de calculator, care prevede o serie de meniuri sonore pentru apelant pentru a interacționa cu el. IVR interpretează „tastează-taste” și, mai recent folosește recunoașterea vocală pemtru a ghida apelantului printr-o serie de meniuri. Bazat pe selecțiile al apelantului, IVR poate reveni cu informații pentru utilizator, încheierea apelului, sau legătura directă la un agent, după caz.